# Brněnská kola
Brněnská kola byl baseballový tým, který hrál v roce 1997 Českou baseballovou extraligu. V tomto ročníku skončil poslední a sestoupil. Za jednoroční existencí tohoto týmu stál „B“ tým Draků Brno, který vyhrál druhou nejvyšší soutěž. Extraligu však nemohou hrát dva týmy se stejným názvem, proto se Draci B pro sezónu 1997 přejmenovali na Brněnská kola. Po sestupu se v roce 1998 vrátili k původnímu názvu. 
„Problém“ s dlouhodobou výkonností rezervy Draků však vyřešen nebyl. To vedlo později (v roce 2000) k rozdělení klubu Draci MZLU Brno na dva samostatné kluby: SK Draci Brno a MZLU Brno (baseballový oddíl, který je součástí VSK MZLU Brno).

## Kádr týmu v sezóně 1997
- Baroš
- Čapka
- Doležel
- Forst
- Goga
- Hrušovský
- Hübsch
- Hudeček
- Jukl
- Kala
- Krásný
- Kroupa
- Kulhánek
- Macháček
- Malachta
- Ondrůšek
- Pantlík
- Procházka
- Rubeš
- Ševčík
- Štěpaník
- Štolba
- Štylárek
- Veselý
- Zahradník